# Георг фон Куцлебен
Георг фон Куцлебен (нім. Georg von Kutzleben; 8 травня 1885, Майнінген — 3 липня 1965, Кобург) — німецький офіцер, генерал-лейтенант люфтваффе.

## Біографія
23 березня 1905 року поступив на службу в 1-й гвардійський польовий артилерійський полк. Учасник Першої світової війни. Після демобілізації армії залишений у рейхсвері. 31 травня 1932 року вийшов у відставку і став цивільним співробітником командування 5-го військового округу. З 1 жовтня 1933 року — територіальний офіцер командування військового округу Есслінгена. 1 квітня 1934 року поступив на службу в люфтваффе, в штаб вищого авіаційного управління Мюнстера. З 1 березня 1935 року — в штабі командування 4-го авіаційного округу. З 1 жовтня 1936 року — командир 24-го зенітного полку. З 1 січня 1938 року — командир слідчого штабу Айфеля зони повітряної оборони «Захід». 28 лютого 1939 року знову відправлений у відставку і переданий в розпорядження Імперського міністерства авіації та головнокомандувача люфтваффе. З 2 серпня 1939 року — командир зенітної  групи «Дуйсбург» (64-й зенітний полк). З 1 березня 1942 року — комендант великого авіаційного навчального полігону в Радомі. 31 жовтня 1943 року остаточно відправлений у відставку. З 8 грудня 1947 по 27 травня 1948 року перебував у радянському полоні.

## Звання
- Фанен-юнкер (23 березня 1905)
- Фенріх (18 листопада 1905)
- Лейтенант (18 серпня 1906)
- Обер-лейтенант (17 лютого 1914)
- Гауптман (18 червня 1915)
- Майор (1 лютого 1928)
- Оберст-лейтенант (1 квітня 1932)
- Оберст (1 липня 1934)
- Генерал-майор (1 січня 1938)
- Генерал-лейтенант (1 жовтня 1943)

## Нагороди
- Орден Корони (Пруссія) 4-го класу
- Залізний хрест 2-го і 1-го класу
- Хрест «За заслуги у війні» (Саксен-Мейнінген)
- Хрест «За військові заслуги» (Австро-Угорщина) 3-го класу з військовою відзнакою
- Королівський орден дому Гогенцоллернів, лицарський хрест з мечами
- Нагрудний знак «За поранення» в чорному
- Орден Святого Йоанна (Бранденбург), лицар справедливості
- Почесний хрест ветерана війни з мечами
- Медаль «За вислугу років у Вермахті» 4-го, 3-го, 2-го і 1-го класу (25 років)